# آمستردام-سنترام
آمستردام-سنترام (به هلندی: Amsterdam-Centrum) یک سکونتگاه مسکونی در هلند است که در آمستردام واقع شده‌است.